# زوجة من الشارع (فلم)
زوجة من الشارع فيلم مصري عرض عام 1960، إخراج حسن الإمام وبطولة هدى سلطان وعماد حمدي وكمال الشناوي.

## قصة الفيلم
دلال مطربة تعمل في كباريه، يرفض الطبيب حسين الزواج منها إلا أنها تتزوج من مصطفى الذي يعرض عليها الزواج، تترك عملها لتقيم معه في العزبة، يكون زواجهما مفاجأة لوالدته التي كانت تمني نفسها بزواجه من ابنة خالته، تحدث لوالدة مصطفى حادثة ويتولى علاجها حسين الذي كان عشيقًا لدلال، يتقدم حسين لخطبة ابنة خالة مصطفى..وتتوالى الأحداث

## تمثيل
- هدى سلطان : (دلال)
- عماد حمدي : (مصطفى)
- كمال الشناوي : (حسين)
- نادية الجندي : (فاطمة)
- فردوس محمد : (والدة مصطفى)
- عبد العليم خطاب: (ابن عم مصطفى)
- سلوى محمود
- قطقوطة
- وزة
- عواطف يسري
- عبد الغني النجدي
- ميمي جمال
- محسن حسنين
- ليلى يسري
- حسين إسماعيل
- عبد المنعم إسماعيل

## فريق العمل
- إخراج: حسن الإمام
- قصة: حسن الإمام
- سيناريو وحوار: محمد عثمان
- إنتاج: أفلام وادي النيل
- توزيع: شركة أفلام مصر الجديدة
- مونتاج: مصطفى مختار
- موسيقى تصويرية: فؤاد الظاهري
- مدير التصوير: عبد العزيز فهمي

## وصلات خارجية
- مقالات تستعمل روابط فنية بلا صلة مع ويكي بيانات
- صفحة الفيلم على موقع السينما